# Diego Pérez de Mesa
Diego Pérez de Mesa (Ronda, 17 de diciembre de 1563 - ca. 1632) fue un humanista español que escribió toda clase de tratados matemáticos, astrológicos, geométricos, náuticos y geográficos. 

## Biografía

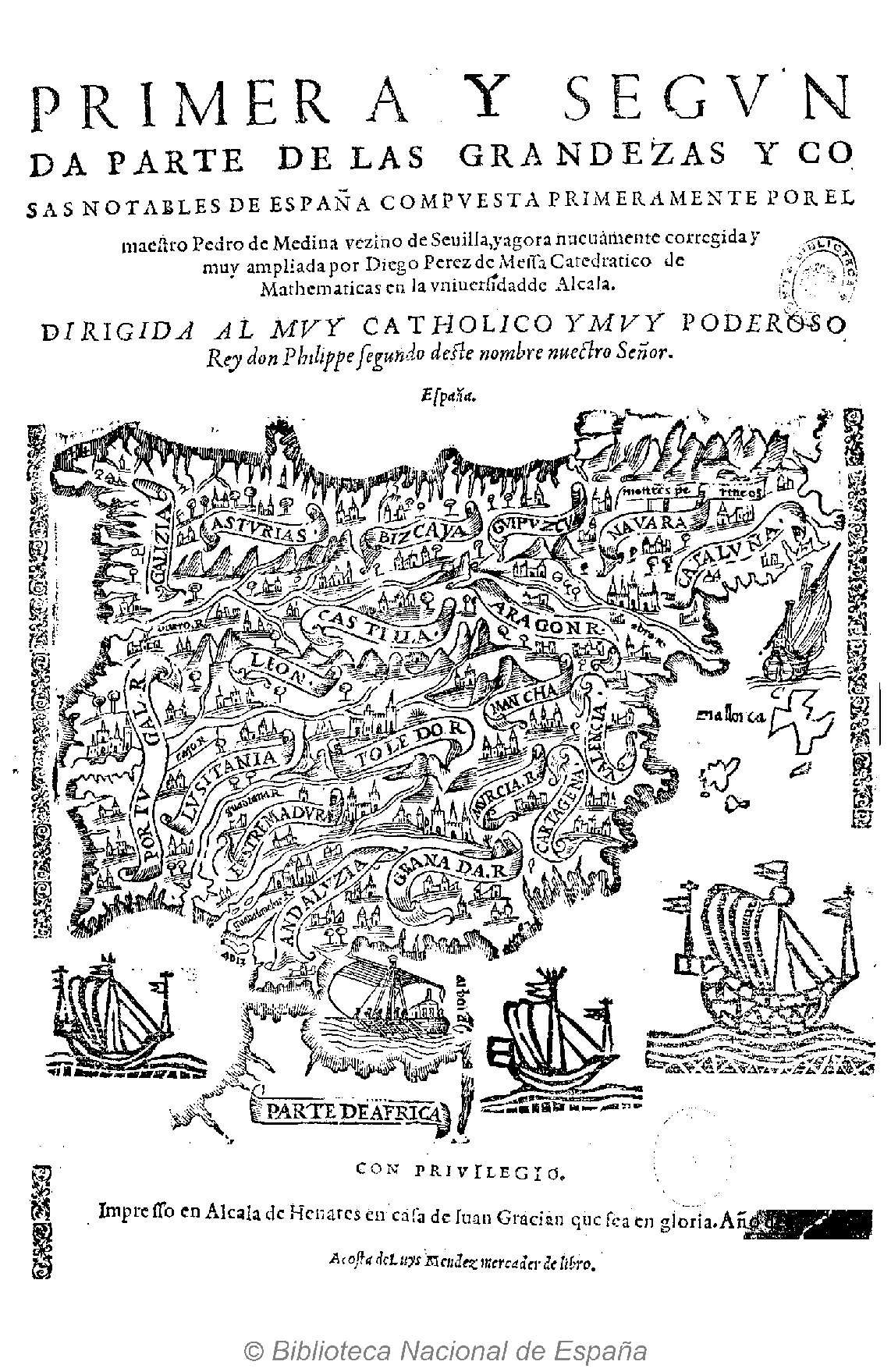
Primera y segunda parte de las Grandezas y cosas notables de España (Alcalá, 1590)

Estudió en la Universidad de Salamanca, donde probablemente fue alumno de Jerónimo Muñoz, de quien hablará muy elogiosamente. Entre 1586 y 1595 Pérez de Mesa fue catedrático de matemáticas de la Universidad Complutense. En esa época tradujo del italiano el Libro de los maravillosos efectos de la limosna de Julio Folco (Alcalá de Henares, 1589). También amplió y enmendó el Libro de las grandezas y cosas memorables de España que Pedro de Medina había escrito en 1548. Esta reelaboración del libro de Medina fue muy popular y alcanzó tres ediciones: Alcalá, 1590 y Madrid, 1595 y 1605. 
En 1591 ganó las cátedras de matemáticas y de astrología de la Universidad de Salamanca, de las que no llegó a tomar posesión. Permaneció en Alcalá hasta 1595, cuando pasó a ocupar la cátedra de matemáticas de la Universidad de Sevilla, al parecer por decisión de Felipe II, en la que permanecería hasta 1600 aproximadamente.
A partir de esa fecha parece que deja la actividad académica y pasa a la política. Debió estar un largo período de tiempo en Italia, donde en algún momento pasa a ser consejero del cardenal Gaspar Borja y Velasco, quien a principios del XVII ocupó importantes cargos en la administración española: primero como embajador en Roma ante la Santa Sede y luego como virrey de Nápoles. En esa época, Diego Pérez de Mesa dedicó al Cardenal su obra Política o razón de Estado sacada de Aristóteles, escrita entre 1623 y 1625. No existen más datos históricos sobre Pérez de Mesa después de esa fecha. 
Como es habitual en esa época, gran parte de su producción científico-literaria permanece inédita, conservada sólo en manuscritos.

## Obras
- Primera y Segunda parte de las grandezas y cosas notables de España. Compuesta primeramente por el Maestro Pedro de Medina vezino de Sevilla y agora nuevamente corregida y muy ampliada por Diego Pérez de Mesa, catedrático de Matemáticas de la Universidad de Alcalá, Alcalá de Henares, 1595. disponible en Google books